# Indotyphlops ahsanai
Indotyphlops ahsanai är en ormart som beskrevs av Khan 1999. Indotyphlops ahsanai ingår i släktet Typhlops och familjen maskormar. Inga underarter finns listade i Catalogue of Life.
Denna orm förekommer endemisk i en mindre region i Kashmir. Det enda kända exemplar hittades vid 1315 meter över havet. Individen vistades i en myrstack bland klippor och glest fördelad växtlighet. Honor lägger antagligen ägg.
Det är inget känt om populationens storlek och möjliga hot. IUCN listar arten med kunskapsbrist (DD).